# Gârda de Sus, Alba
Gârda de Sus este satul de reședință al comunei cu același nume din județul Alba, Transilvania, România.

## Generalități
Localitatea Gârda de Sus este situată pe valea superioară a Arieșului Mare, la nord-vest de Câmpeni, fiind străbătută de drumul național DN75. Are în componență un număr de 17 sate, cu o populație de 2.190 (2002) de locuitori.
Locuitorii satului își asigură locurile de muncă și principalele venituri din agricultură, silvicultură și creșterea animalelor.
Localitatea a primit indicatorul de sat european pentru lucrări de infrastructură, programe de promovare a turismului și acțiuni cu caracter ecologic, deschiderea unui muzeu cu punct de vânzare lângă Peștera Scărișoara, reabilitarea unor drumuri comunale și amenajarea unei gospodării tipic moțești.

## Lăcașuri de cult
Biserica de lemn “Ioan Botezătorul” (din secolul al XVIII-lea) este înscrisă pe lista monumentelor istorice din județul Alba elaborată de Ministerul Culturii și Patrimoniului Național din România în anul 2010.

## Obiective turistice

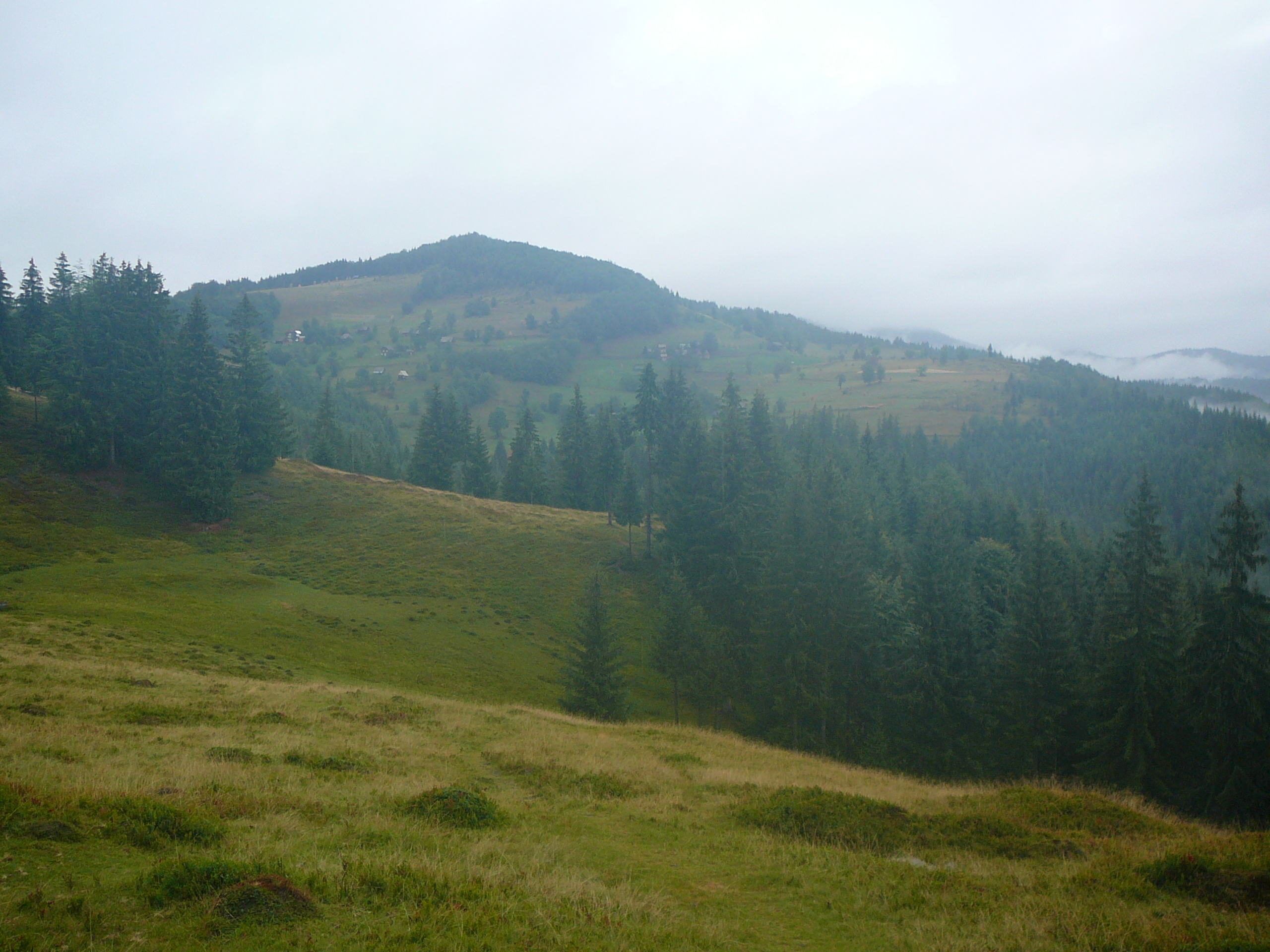
Peisaj, Gârda de Sus

- Rezervația naturală Peștera Scărișoara (1 ha).
- Rezervația naturală Pojarul Poliței (1 ha).
- Rezervația naturală Cheile Ordâncușei (10 ha).
- Rezervația naturală Hoanca Apei (1 ha).
- Rezervația naturală Avenul de la Tău (1 ha).
- Rezervația naturală Avenul din Șesuri (1 ha).
- Rezervația naturală Izbucul Poliței (0,2 ha).
- Rezervația naturală Izbucul de la Cotețul Dobreștilor (0,2 ha).
- Rezervația naturală Ghețarul de sub Zgurăști (1 ha).
- Rezervația naturală Peștera Poarta lui Ionele (1 ha).
- Poiana Călineasa
- Biserică Biharea „Sfinții Apostoli Petru și Pavel”